# Championnats du monde juniors de ski alpin 2024
Navigation
Saint-Anton 2023 Tarvisio 2025
La 43e édition des Championnats du monde juniors de ski alpin se déroulera du 27 janvier au 3 février 2024 en France. C'est la 6e fois que la France organisera ces Championnats du monde juniors. Les épreuves se dérouleront en Haute-Savoie dans les stations de Châtel (vitesse), Saint-Jean-d'Aulps (géant), Morzine-Avoriaz (slalom) et Les Gets (parallèle par équipes).
Onze épreuves s'y dérouleront : cinq épreuves individuelles masculines et féminines, et une épreuve par équipes mixtes.

## Désignation
| Les Gets Morzine Avoriaz Châtel Saint-Jean-d'Aulps |

La Fédération internationale de ski désigne la France comme hôte des Championnats du monde juniors de ski alpin 2024 dont l'officialisation est faite en mai 2022. De nombreuses stations portent leurs candidatures à cet évènement mais ce sont les stations haut-savoyardes du Chablais qui sont désignées. Ainsi les quatre stations hôtes sont Châtel (vitesse), Saint-Jean-d'Aulps (géant), Morzine-Avoriaz (slalom) et Les Gets (parallèle par équipes). Les autres stations candidates étaient Auron, Isola 2000 et les Orres. La France accueille pour la sixième fois cet évènement après 1982, 1998 et 1999, 2003 et 2010. L'édition se déroulera du 25 janvier au 2 février 2024.
Les stations sélectionnées ont par le passé déjà accueilli de grands évènements de ski. Morzine a régulièrement accueilli des épreuves de Coupe du monde entre 1977 et 1994, les Gets entre 1974 et 1981.

## Calendrier des compétitions
Le tableau ci-dessous montre le calendrier des onze épreuves de ski alpin.
| Heure | Horaire local de l'épreuve (UTC +1) |
| ----- | ----------------------------------- |

| S                                    | D                                    | L                                    | M             | M             | J             | V             | S             |         |         |   |  |  |  |  |  |  |  |
| 27                                   | 28                                   | 29                                   | 30            | 31            | 1             | 2             | 3             |         |         |   |  |  |  |  |  |  |  |
| J A N V I E R                        | J A N V I E R                        | J A N V I E R                        | J A N V I E R | J A N V I E R | F É V R I E R | F É V R I E R | F É V R I E R |         |         |   |  |  |  |  |  |  |  |
| Cérémonies d'ouverture et de clôture | Cérémonies d'ouverture et de clôture | Cérémonies d'ouverture et de clôture | •             |               |               |               |               |         |         | • |  |  |  |  |  |  |  |
|                                      |                                      |                                      |               |               |               |               |               |         |         |   |  |  |  |  |  |  |  |
| Hommes                               |                                      |                                      |               |               |               |               |               |         |         |   |  |  |  |  |  |  |  |
| Descente                             | Descente                             |                                      |               |               | 10 h 30       |               |               |         |         |   |  |  |  |  |  |  |  |
| Super-G                              | Super-G                              |                                      |               |               |               | 12 h 15       |               |         |         |   |  |  |  |  |  |  |  |
| Slalom géant                         | Manche 1                             |                                      |               |               |               |               |               |         | 10 h 00 |   |  |  |  |  |  |  |  |
| Slalom géant                         | Manche 2                             |                                      |               |               |               |               |               |         | 13 h 30 |   |  |  |  |  |  |  |  |
| Slalom                               | Manche 1                             |                                      |               |               |               |               |               | 14 h 30 |         |   |  |  |  |  |  |  |  |
| Slalom                               | Manche 2                             |                                      |               |               |               |               |               | 17 h 45 |         |   |  |  |  |  |  |  |  |
| Combiné par équipe                   | Manche 1                             |                                      |               |               |               | 12 h 15       |               |         |         |   |  |  |  |  |  |  |  |
| Combiné par équipe                   | Manche 2                             |                                      |               |               |               | 18 h 00       |               |         |         |   |  |  |  |  |  |  |  |
|                                      |                                      |                                      |               |               |               |               |               |         |         |   |  |  |  |  |  |  |  |
| Femmes                               |                                      |                                      |               |               |               |               |               |         |         |   |  |  |  |  |  |  |  |
| Descente                             | Descente                             |                                      |               |               | 12 h 00       |               |               |         |         |   |  |  |  |  |  |  |  |
| Super-G                              | Super-G                              |                                      |               |               |               | 10 h 15       |               |         |         |   |  |  |  |  |  |  |  |
| Slalom géant                         | Manche 1                             |                                      |               |               |               |               |               | 09 h 30 |         |   |  |  |  |  |  |  |  |
| Slalom géant                         | Manche 2                             |                                      |               |               |               |               |               | 13 h 00 |         |   |  |  |  |  |  |  |  |
| Slalom                               | Manche 1                             |                                      |               |               |               |               |               |         | 10 h 00 |   |  |  |  |  |  |  |  |
| Slalom                               | Manche 2                             |                                      |               |               |               |               |               |         | 13 h 00 |   |  |  |  |  |  |  |  |
| Combiné par équipe                   | Manche 1                             |                                      |               |               |               | 10 h 15       |               |         |         |   |  |  |  |  |  |  |  |
| Combiné par équipe                   | Manche 2                             |                                      |               |               |               | 17 h 30       |               |         |         |   |  |  |  |  |  |  |  |
|                                      |                                      |                                      |               |               |               |               |               |         |         |   |  |  |  |  |  |  |  |
| Mixte                                | Par équipes                          | Par équipes                          |               |               |               |               |               | 17 h    |         |   |  |  |  |  |  |  |  |
|                                      |                                      |                                      |               |               |               |               |               |         |         |   |  |  |  |  |  |  |  |

## Podiums

### Hommes
| Épreuves                      | Or                                         | Argent                                              | Bronze                                    |
| ----------------------------- | ------------------------------------------ | --------------------------------------------------- | ----------------------------------------- |
| Descente 30/01/2024           | Livio Hiltbrand Suisse                     | Gregorio Bernardi Italie                            | Max Perathoner Italie                     |
| Super G 31/01/2024            | Max Perathoner Italie                      | Ander Mintegui Espagne                              | Livio Hiltbrand Suisse                    |
| Slalom 02/02/2024             | Lenz Hächler Suisse                        | Moritz Zudrell Autriche                             | Hans Grahl-Madsen Norvège                 |
| Slalom géant 03/02/2024       | Ryder Sarchett (it) États-Unis             | Alban Elezi Cannaferina France                      | Fabian Ax Swartz (it) Suède               |
| Combiné par équipe 31/01/2024 | Italie 1- Max Perathoner - Edoardo Sarraco | France 1- Alban Elezi Cannaferina - Antoine Azzolin | Autriche 3- Moritz Zudrell - Jakob Greber |

### Femmes
| Épreuves                      | Or                                      | Argent                                        | Bronze                                    |
| ----------------------------- | --------------------------------------- | --------------------------------------------- | ----------------------------------------- |
| Descente 30/01/2024           | Victoria Olivier Autriche               | Malorie Blanc Suisse                          | Rosa Pohjolainen Finlande                 |
| Super G 31/01/2024            | Malorie Blanc Suisse                    | Viktoria Buergler Autriche                    | Nicole Eibl Autriche                      |
| Slalom géant 02/02/2024       | Britt Richardson Canada                 | Stefanie Grob Suisse                          | Lara Colturi Albanie                      |
| Slalom 03/02/2024             | Dženifera Ģērmane Lettonie              | Anuk Brändli (it) Suisse                      | Cornelia Öhlund Suède                     |
| Combiné par équipe 31/01/2024 | Suisse 1- Malorie Blanc - Anuk Braendli | Autriche 1- Viktoria Buergler - Natalie Falch | Suisse 2- Stefanie Grob - Janine Maechler |

### Team Event
| Épreuves                      | Or | Argent                                                                 | Bronze                                                                        |
| ----------------------------- | --- | ---------------------------------------------------------------------- | ----------------------------------------------------------------------------- |
| Par équipes mixtes 01/02/2024 | Norvège - Thea Emilie Benth Jellum - Johs Bråthen Herland - Madeleine Sylvester-Davik - Hans Grahl-Madsen | Suède- Cornelia Öhlund - Lucas Kongsholm - Liza Backlund - Emil Nyberg | États-Unis- Liv Moritz - Camden Palmquist - Elisabeth Bocock - Cooper Puckett |

## Tableau des médailles
| Rang  | Nation     | Or | Argent | Bronze | Total |
| ----- | ---------- | -- | ------ | ------ | ----- |
| 1     | Suisse     | 4  | 3      | 2      | 9     |
| 2     | Italie     | 2  | 1      | 1      | 4     |
| 3     | Autriche   | 1  | 3      | 2      | 6     |
| 4     | États-Unis | 1  | 0      | 1      | 2     |
| -     | Norvège    | 1  | 0      | 1      | 2     |
| 6     | Canada     | 1  | 0      | 0      | 1     |
| -     | Lettonie   | 1  | 0      | 0      | 1     |
| 8     | France     | 0  | 2      | 0      | 2     |
| 9     | Suède      | 0  | 1      | 2      | 3     |
| 10    | Espagne    | 0  | 1      | 0      | 1     |
| 11    | Albanie    | 0  | 0      | 1      | 1     |
| -     | Finlande   | 0  | 0      | 1      | 1     |
| Total | Total      | 11 | 11     | 11     | 33    |

## Classement du trophéeMarc Hodler
Ce Trophée permet de classer les nations en fonction des résultats (par top 10) et détermine les futures places allouées aux nations en catégories juniors.
| Rang | Nation     | Points |
| 1    | Suisse     | 111    |
| 2    | Italie     | 083    |
| 3    | Autriche   | 061    |
| 4    | Norvège    | 056    |
| 5    | États-Unis | 039    |
| 6    | France     | 034    |
| 7    | Allemagne  | 023    |
| -    | Suède      | 023    |
| 9    | Canada     | 017    |
| 10   | Albanie    | 08     |
| -    | Finlande   | 08     |